# Charles William Previté-Orton
Charles William Previté-Orton, né le 16 janvier 1877 à Arnesby (Leicestershire) et mort le 11 mars 1947 à Cambridge, est un médiéviste anglais et le premier Professorship of Medieval History de l'Université de Cambridge.

## Ouvrages
- (en) The Early History of the House of Savoy : 1000-1233, Cambridge, Cambridge University Press (réimpr. 2013) (1re éd. 1912), 512 p. (lire en ligne).